# Jiyuan
Jiyuan är en stad i Henan-provinsen i centrala Kina. Den ligger omkring 120 kilometer väster om provinshuvudstaden Zhengzhou. 
Staden har status som subprefektur, vilket betyder att den befinner sig på samma administrativa nivå som ett härad, men lyder direkt under provinsregeringen.
Vid Jiyuan låg Xiadynastins förhistoriska huvudstad Yuan.